# Sound City (film)
Sound City – film dokumentalny, którego reżyserem jest Dave Grohl. Film opowiada o znanym, nieistniejącym już, studiu muzycznym, o nazwie Sound City Studios, które mieściło się w Los Angeles. Premiera filmu odbyła się na Sundance Film Festival w lutym 2013 roku. W tym samym czasie został on udostępniony w internecie.

## Inspiracja
Zespół Nirvana, którego perkusistą był Dave Grohl, nagrał w Sound City Studios przełomowy album o tytule Nevermind. Grohl wykupił ze studia (które upadło w 2011 roku) między innymi rzadko spotykany, analogowy mikser. Zdobyte przedmioty zainspirowały go do nakręcenia dokumentalnego filmu o tym studiu.

## Obsada
| - Dave Grohl (Nirvana, Foo Fighters) - Vinny Appice (Black Sabbath) - Joe Barresi - Brian Bell (Weezer) - Frank Black (Pixies) - James Brown (mat. archiwalne) - Lindsey Buckingham (Fleetwood Mac) - Mike Campbell (Tom Petty and the Heartbreakers) - Tim Commerford (Rage Against the Machine) - Kevin Cronin (REO Speedwagon) - Rivers Cuomo (Weezer) - Warren Demartini (Ratt) - Mick Fleetwood (Fleetwood Mac) - John Fogerty (Creedence Clearwater Revival) - Neil Giraldo - Christopher Goss (Masters of Reality) - Jessy Greene (The Jayhawks) - Omar Hakim (Weather Report) - Taylor Hawkins (Foo Fighters) |  | - Peter Hayes (Black Rebel Motorcycle Club) - Joshua Homme (Queens of the Stone Age) - Rami Jaffee (The Wallflowers) - Alain Johannes (Eleven) - Jim Keltner - Barry Manilow - Paul McCartney (The Beatles) - Nate Mendel (Foo Fighters) - Rupert Neve - Stevie Nicks (Fleetwood Mac) - Rick Nielsen (Cheap Trick) - Krist Novoselic (Nirvana) - Shivaun O'Brien - Keith Olsen - Stephen Pearcy (Ratt) - Tom Petty - Nick Raskulinecz - Trent Reznor (Nine Inch Nails) - Ross Robinson |  | - Rick Rubin - Paula Salvatore - Jim Scott - Chris Shiflett (Foo Fighters) - Sandy Skeeter - Tom Skeeter - Pat Smear (Foo Fighters) - Rick Springfield (Zoot) - Ralph William Tarr - Corey Taylor (Slipknot) - Benmont Tench - Robert Turner - Lars Ulrich (Metallica) - Butch Vig (Garbage) - Lee Ving (Fear) - Brad Wilk (Rage Against the Machine) - Pat Wilson - Neil Young (Buffalo Springfield) |

## Soundtrack
Na liście z muzyką do filmu znajdziemy specjalny utwór o tytule Cut Me Some Slack, którego autorami są: Dave Grohl, Paul McCartney, oraz ich byli koledzy z zespołu Krist Novoselic i Pat Smear.
Lista utworów:
1. "Heaven and All" – Robert Levon Been, Dave Grohl, and Peter Hayes
2. "Time Slowing Down" – Tim Commerford, Chris Goss, Grohl, and Brad Wilk
3. "You Can't Fix This" – Grohl, Taylor Hawkins, Rami Jaffee, and Stevie Nicks
4. "The Man That Never Was" – Grohl, Hawkins, Nate Mendel, Pat Smear, and Rick Springfield
5. "Your Wife Is Calling" – Grohl, Hawkins, Alain Johannes, Smear, and Lee Ving
6. "From Can to Can't" – Grohl, Rick Nielsen, Scott Reeder, and Corey Taylor
7. "Centipede" – Goss, Grohl, Johannes, and Joshua Homme
8. "A Trick with No Sleeve" – Grohl, Homme, and Johannes
9. "Cut Me Some Slack" – Grohl, Paul McCartney, Novoselic, and Smear
10. "Once Upon a Time...The End" – Jessy Greene, Grohl, Jaffee, and Jim Keltner
11. "Mantra" – Grohl, Homme, and Trent Reznor